# Ficus, Olea, Vitis
Ficus, Olea, Vitis (”fikonträd, olivträd, vinväxt”) avser ett fikonträd, ett olivträd och en vinväxt, vilka växte framför Rostra vid Lacus Curtius på Forum Romanum under Plinius tid. Träden stod på en yta på omkring 4 kvadratmeter. Enligt Plinius växte här ursprungligen ett fikonträd och en vinväxt och olivträdet planterades vid ett senare tillfälle för att ge skugga ut de andra träden. Vid denna plats tros det även ha funnits ett altare. I trädens omedelbara närhet stod en staty föreställande satyren Marsyas; denna staty är avbildad på Plutei Traiani (ungefär ”Trajanus balustrader”).
De nuvarande träden på platsen planterades år 1956.

## Bilder
| - Marsyas-statyn (till höger) på Plutei Traiani. |